# Urban Legend (album)
Urban legend è il terzo album del rapper statunitense T.I., pubblicato il 30 novembre 2004 ed include i singoli Bring Em Out, U Don't Know Me e ASAP.

## Tracce
1. Tha King – 3:24
2. Motivation – 3:34
3. U Don't Know Me – 4:03
4. ASAP – 4:44
5. Prayin' For Help – 4:22
6. Why You Mad at Me – 3:53
7. Get Loose (feat. Nelly) – 4:12
8. What They Do (feat. B.G.) – 3:48
9. The Greatest (feat. Mannie Fresh) – 4:22
10. Get Ya Shit Together (feat. Lil' Kim) – 4:05
11. Freak Though (feat. Pharrell) – 3:43
12. Countdown – 4:55
13. Bring Em Out – 3:36
14. Limelight (feat. P$C) – 5:03
15. Chillin' with My Bitch (feat. Jazze Pha) – 3:56
16. Stand Up (feat. Lil Jon, Trick Daddy & Lil Wayne) – 4:42
17. My Life (feat. Daz Dillinger) – 5:13